# Brunneby församling
Brunneby församling var en församling i Linköpings stift inom Svenska kyrkan. Församlingen låg i Motala kommun. Församlingen uppgick 1 januari 2006 i Borensbergs församling.
Församlingskyrka var från 1830 Klockrike kyrka som var gemensam med Klockrike församling, medan den tidigare församlingskyrkan Brunneby kyrka återinvigdes 1977 men då inte som tillhörande församlingen.

## Administrativ historik
Församlingen har medeltida ursprung.
Församlingen var till 1962 annexförsamling i pastoratet Klockrike och Brunneby. Från 1962 till 1 juli 1974 var den annexförsamling i pastoratet Kristberg, Klockrike och Brunneby. Från 1 juli 1974 till 2006 var den moderförsamling i pastoratet Brunneby, Kristberg och Klockrike. Församlingen uppgick 1 januari 2006 i Borensbergs församling.
Församlingskod var 058306.

## Kyrkoherdar
| Verksam   | Namn          | Levnadstid | Övrigt |
| --------- | ------------- | ---------- | ------ |
| 1981–1984 | Gunnar Åström | 1927–      | [ 4 ]  |

## Komministrar
Lista över komministrar. Prästbostaden låg i Tororp vid Brunneby kyrka.
| Verksam   | Namn                          | Levnadstid | Övrigt                                     |
| --------- | ----------------------------- | ---------- | ------------------------------------------ |
| 1619–1625 | Jonas Andreæ Hellagius        | –1659      | Senare kyrkoherde i Tingstads församling.  |
| 1625–1638 | Petrus Drysander              | 1590–1645  | Senare kyrkoherde i Löts församling.       |
| 1639–1642 | Petrus Gudmundi (Lincopensis) | –1672      | Senare kyrkoherde i Klockrike församling.  |
| 1664–1670 | Laurentius Slakovius          | –1674      |                                            |
| 1670-1673 | Benjamin Retzius              | 1637–1712  | Senare kyrkoherde i Klockrike församling.  |
| 1674–1684 | Ericus Benedicti              | 1633–1684  |                                            |
| 1684–1697 | Jonas Forling                 | –1697      |                                            |
| 1698–1716 | Nils Retzius                  | 1670–1752  | Senare kyrkoherde i Gammalkils församling. |
| 1717–1740 | Petrus Landström              | 1687–1740  |                                            |
| 1740–1778 | Claës Bergelius               | 1706–1778  |                                            |
| 1778–1798 | Bengt Wormsdorff              | 1740–1798  |                                            |
| 1798–1841 | Samuel Aschan                 | 1760–1841  |                                            |
| 1842–1869 | Claës Christer Viridén        | 1791–1869  |                                            |
| 1870–     | Carl Magnus Andersson         | 1841–      |                                            |

## Klockare
| Ämbetstid | Namn                 | Levnadstid | Övrigt   |
| --------- | -------------------- | ---------- | -------- |
| 1700–1702 | Sven Bengtsson       | 1628–1702  | Klockare |
| –1711     | Nils Andersson       | –1711      | Klockare |
| –1731     | Anders Larsson Borén | –1731      | Klockare |
| 1731–1781 | Lars Borén           | 1712–1781  | Klockare |
|           | Jonas Sandberg       | 1755–      | Klockare |
| 1791–1836 | Lars Lindgren        | 1760–1836  | Klockare |